# 船越作一郎
船越 作一郎（ふなこし さくいちろう、1885年〈明治18年〉9月20日 - 1967年〈昭和42年〉5月14日）は、日本の実業家、政治家、鳥取県多額納税者、地主。船越合名会社社主。日本クローム工業社長。鳥取県会議員（政友会系中立→中立）。

## 経歴
鳥取県米子市出身。船越熊治郎の長男。1909年、家督を相続する。1907年、早稲田大学専門部政経科を卒業。鉱山業に従事。また貸金業を営む。
1915年、鳥取県議に当選し、少壯團を組織。1925年9月に鳥取県立米子工業学校建築費金1千円を寄附したため1928年8月14日に褒状が下賜される。1927年、米子市議に当選。

## 人物
『陰陽八郡郡勢一斑』によると、船越の人柄は「資性活達、荘重明敏で、義気に富む」という。
貴族院多額納税者議員選挙の互選資格を有する。宗教は日蓮宗。住所は米子市紺屋町。

## 家族・親族
船越家
- 父・熊治郎[7][8]
- 妻（1888年 - ?、野坂登喜雄の三女[2]、野坂精の妹[7]）
- 男・晋[7]（1908年 - ?、日本クローム工業社長）
- 養子・義房[7]（1904年 - ?、工学博士） - 日建設計工務常務取締役、熊谷組専務取締役、顧問などを歴任[15]。住所は東京都杉並区上荻2丁目[15]。
  - 同長男・徹[7]（1931年 - 2017年）
- 二男・豊（1915年 - ?、ユース社長）[3]
- 長女（1904年 - ?、船越義房の妻）[7]
- 孫[7]